# Regeringen Jarosław Kaczyński
Regeringen Jaroslaw Kaczyński var Polens regering mellan den 14 juli 2006 och den 16 november 2007. Den utsågs av dåvarande President Lech Kaczyński den 14 juli 2006 och klarade förtroendeomröstningen den 19 november 2006. Regeringen leddes av Jaroslaw Kaczyński från partiet Lag och rättvisa och han ledde en koalitionsregering mellan konservativa Lag och rättvisa (PiS), agrariska Samoobrona (SRP) och nationalkonservativa Polska familjeförbundet (LPR).

## Ministrar
| Ämbete                                                                   | Minister                           | Period                                          |
|                                                                          |                                    |                                                 |
| Premiärminister                                                          | Jarosław Kaczyński                 | 14.07.2006 - 16.11.2007                         |
|                                                                          |                                    |                                                 |
| Vice premiärminister                                                     | Andrzej Lepper                     | 14.07.2006 - 22.09.2006                         |
|                                                                          | Ludwik Dorn                        | 14.07.2006 - 27.04.2007                         |
|                                                                          | Andrzej Lepper                     | 16.10.2006 - 09.07.2007                         |
|                                                                          | Roman Giertych                     | 14.07.2006 - 13.08.2007                         |
|                                                                          | Zyta Gilowska                      | 22.09.2006 - 07.09.2007                         |
|                                                                          | Przemysław Gosiewski               | 08.05.2007 - 07.09.2007                         |
|                                                                          | Zyta Gilowska                      | 10.09.2007 - 16.11.2007                         |
|                                                                          | Przemysław Gosiewski               | 11.09.2007 - 16.11.2007                         |
| Minister för jordbruk och landsbygdsutveckling                           | Andrzej Lepper                     | 14.07.2006 - 22.09.2006                         |
|                                                                          | Jarosław Kaczyński (tillförordnad) | 22.09.2006 - 16.10.2006                         |
|                                                                          | Andrzej Lepper                     | 16.10.2006 - 09.07.2007                         |
|                                                                          | Jarosław Kaczyński (tillförordnad) | 09.07.2007 - 31.07.2007                         |
|                                                                          | Wojciech Mojzesowicz               | 31.07.2007 - 16.11.2007                         |
| Bostadsminister                                                          | Antoni Jaszczak                    | 14.07.2006 - 03.11.2006                         |
|                                                                          | Andrzej Aumiller                   | 03.11.2006 - 13.08.2007                         |
|                                                                          | Mirosław Barszcz                   | 13.08.2007 - 16.11.2007                         |
| Minister för kultur och nationellt kulturarv                             | Kazimierz Michał Ujazdowski        | 14.07.2006 - 07.09.2007                         |
|                                                                          | Jarosław Kaczyński (tillförordnad) | 07.09.2007 - 12.09.2007                         |
|                                                                          | Kazimierz Michał Ujazdowski        | 12.09.2007 - 16.11.2007                         |
| Minister för ekonomin                                                    | Piotr Grzegorz Woźniak             | 14.07.2006 - 07.09.2007                         |
|                                                                          | Jarosław Kaczyński (tillförordnad) | 07.09.2007 - 11.09.2007                         |
|                                                                          | Piotr Grzegorz Woźniak             | 11.09.2007 - 16.11.2007                         |
| Minister för miljön                                                      | Jan Szyszko                        | 14.07.2006 - 07.09.2007                         |
|                                                                          | Jarosław Kaczyński (tillförordnad) | 07.09.2007 - 11.09.2007                         |
|                                                                          | Jan Szyszko                        | 11.09.2007 - 16.11.2007                         |
| Finansminister                                                           | Stanisław Kluza                    | 14.07.2006 - 22.09.2006                         |
|                                                                          | Zyta Gilowska                      | 22.09.2006 - 07.09.2007                         |
|                                                                          | Jarosław Kaczyński (tillförordnad) | 07.09.2007 - 10.09.2007                         |
|                                                                          | Zyta Gilowska                      | 10.09.2007 - 16.11.2007                         |
| Utrikesminister                                                          | Anna Fotyga                        | 14.07.2006 - 07.09.2007                         |
|                                                                          | Jarosław Kaczyński (tillförordnad) | 07.09.2007 - 10.09.2007                         |
|                                                                          | Anna Fotyga                        | 10.09.2007 - 16.11.2007                         |
| Hälsovårdsminister                                                       | Zbigniew Religa                    | 14.07.2006 - 07.09.2007                         |
|                                                                          | Jarosław Kaczyński (tillförordnad) | 07.09.2007 - 10.09.2007                         |
|                                                                          | Zbigniew Religa                    | 10.09.2007 - 16.11.2007                         |
| Inrikes- och administrationsminister                                     | Ludwik Dorn                        | 14.07.2006 - 07.02.2007                         |
|                                                                          | Janusz Kaczmarek                   | 08.02.2007 - 08.08.2007                         |
|                                                                          | Władysław Stasiak                  | 08.08.2007 - 16.11.2007                         |
| Justitieminister och Statsåklagare                                       | Zbigniew Ziobro                    | 14.07.2006 - 07.09.2007                         |
|                                                                          | Jarosław Kaczyński (tillförordnad) | 07.09.2007 - 11.09.2007                         |
|                                                                          | Zbigniew Ziobro                    | 11.09.2007 - 16.11.2007                         |
| Arbetsmarknads- och socialminister                                       | Anna Kalata                        | 14.07.2006 - 13.08.2007                         |
|                                                                          | Joanna Kluzik-Rostkowska           | 13.08.2007 - 16.11.2007                         |
| Minister för havsekonomin                                                | Rafał Wiechecki                    | 14.07.2006 - 13.08.2007                         |
|                                                                          | Marek Gróbarczyk                   | 13.08.2007 - 16.11.2007                         |
| Försvarsminister                                                         | Radosław Sikorski                  | 14.07.2006 - 07.02.2007                         |
|                                                                          | Aleksander Szczygło                | 07.02.2007 - 07.09.2007                         |
|                                                                          | Jarosław Kaczyński (tillförordnad) | 07.09.2007 - 10.09.2007                         |
|                                                                          | Aleksander Szczygło                | 10.09.2007 - 16.11.2007                         |
| Utbildningsminister                                                      | Roman Giertych                     | 14.07.2006 - 13.08.2007                         |
|                                                                          | Ryszard Legutko                    | 13.08.2007 - 16.11.2007                         |
| Minister för regional utveckling                                         | Grażyna Gęsicka                    | 14.07.2006 - 07.09.2007                         |
|                                                                          | Jarosław Kaczyński (tillförordnad) | 07.09.2007 - 11.09.2007                         |
|                                                                          | Grażyna Gęsicka                    | 11.09.2007 - 16.11.2007                         |
| Forsknings- och högskoleminister                                         | Michał Seweryński                  | 14.07.2006 - 07.09.2007                         |
|                                                                          | Jarosław Kaczyński (tillförordnad) | 07.09.2007 - 11.09.2007                         |
|                                                                          | Michał Seweryński                  | 11.09.2007 - 16.11.2007                         |
| Sportminister                                                            | Tomasz Lipiec                      | 14.07.2006 - 09.07.2007                         |
|                                                                          | Jarosław Kaczyński (tillförordnad) | 09.07.2007 - 23.07.2007                         |
| Sport- och turismminister                                                | Elżbieta Jakubiak                  | 23.07.2007 - 16.11.2007                         |
| Minister för statskontoret                                               | Wojciech Jasiński                  | 14.07.2006 - 07.09.2007                         |
|                                                                          | Jarosław Kaczyński (tillförordnad) | 07.09.2007 - 11.09.2007                         |
|                                                                          | Wojciech Jasiński                  | 11.09.2007 - 16.11.2007                         |
| Transportsminister                                                       | Jerzy Polaczek                     | 14.07.2006 - 07.09.2007                         |
|                                                                          | Jarosław Kaczyński (tillförordnad) | 07.09.2007 - 12.09.2007                         |
|                                                                          | Jerzy Polaczek                     | 12.09.2007 - 16.11.2007                         |
| Minister och ledamot av ministerrådet Koordinator för särskilda insatser | Zbigniew Wassermann                | 14.07.2006 - 07.09.2007                         |
|                                                                          | Jarosław Kaczyński (tillförordnad) | 07.09.2007 - 11.09.2007                         |
|                                                                          | Zbigniew Wassermann                | 11.09.2007 - 16.11.2007                         |
| Minister och ledamot av ministerrådet                                    | Przemysław Gosiewski               | 14.07.2006 - 08.05.2007                         |
|                                                                          | Mariusz Błaszczak                  | 27.03.2007 - 07.09.2007 11.09.2007 - 16.11.2007 |
| Ordförande för kommittén för Europeisk integration                       | Jarosław Kaczyński (tillförordnad) | 07.09.2007 - 10.09.2007                         |
| Ordförande för kommittén för Europeisk integration                       | Anna Fotyga                        | 14.07.2006 - 07.09.2007 10.09.2007 - 16.11.2007 |